# Neusa Taroda
Neusa Taroda Ranga (1952) es una botánica, curadora, y profesora nipobrasileña.
En 1974, obtuvo una licenciatura en Ciencias Biológicas, por la Universidad Estatal de Campinas, la maestría en Biología Vegetal por la misma casa de altos estudios, en 1981; y, el doctorado en Plant Science, por la Universidad de Saint Andrews, en 1984.
En la actualidad es investigadora del Instituto de Botánica de la Universidad Estatal Paulista. Actúa, desde 2006, como coordinadora de la Flora de Fanerógamas Proyecto del Estado de São Paulo. Es especialista en taxonomía de pastos marinos, y en sistemática y filogenia de Xyridaceae y Bromeliaceae.

## Algunas publicaciones
- r.b. Araujo, f. Langeani, neusa Taroda. 2010. Vascular plants of oxbow lakes of Turvo River, Upper Paraná River basin, São Paulo State, Brazil. Check List (São Paulo) vol. 6: 58-61
- maría n.s. de Stapf, neusa taroda Ranga, tânia reginados santos Silva. 2010a. A New Species of Cordia (Cordiaceae, Boraginales) from Brazil. Novon: A J. for Botanical Nomenclature 20 (2): 212-214 resumen en línea
- simone de pádua Teixeira, n. Taroda, c.s. Tucker. 2009. Inflorescence and floral development of Dahlstedtia species (Leguminosae: Papilionoideae: Millettieae). Flora (Jena) vol. 204: 769-781
- r.b. Araujo, v. Garutti, neusa Taroda. 2009. Angiosperms in a headwater stream from Upper Paraná River basin, State of São Paulo, Brazil. Revista Eletrônica de Biologia 2: 54-64
- a.a. Rezende, neusa Taroda, r.a.s. Pereyra. 2007. Lianas de uma floresta estacional semidecidual, Município de Paulo de Faria, Norte do Estado de São Paulo. Acta Botanica Brasilica 30: 451-461

### Libros
- neusa Taroda, l.c. Silva. 2002. Boraginaceae. En: Maria Margarida da Rocha Fiuza de Mello; Fábio de Barros; Silvia Antonia Corrêa Chiea; Mizué Kirizawa; Zigrid Luiza Jung-Mendaçolli; Maria das Graças Vanderley (orgs.) Flora fanerogâmica da Ilha do Cardoso. 1ª ed. São Paulo: Instituto de Botânica de São Paulo 9: 105-113.